# 605 г. пр.н.е.

## Събития

### В Азия

#### Във Вавилония
- Набополaсар (626 – 605 г. пр.н.е.) е цар на Вавилония.[1]
- Докато царят остава във Вавилон, вероятно вече тежко болен, неговия син и престолонаследник Навуходоносор подготвя и повежда войска на поход срещу египтяните и остатъците от асирийската съпротива в Сирия.[2]

#### В Сирия
- В Битката при Каркемиш Навуходоносор разбива египетската армия на фараона Нехо и преследва останките ѝ до Хама, където постига втора победа в ново сражение.[2]
- По това време до Навуходоносор пристига вестта за смъртта на баща му, поради което той е принуден да спре кампанията срещу египтяните и да се завърне във Вавилон, за да наследи трона като се възцарява под името Навуходоносор II (605 – 562 г. пр.н.е.).[2]
- Тези събития позволяват на халдейското царство окончателно да ликвидира асирийската съпротива и да покори бившите асирийски провинции и васални територии на запад, включително в Сирия.[2]

#### В Мидия
- Киаксар (625 – 585 г. пр.н.е.) е цар на Мидия.[3]
- С унищожение на асирийската съпротива бившите територии на Асирия са окончателно разделени между съюзниците Мидия и Вавилония. Границата на новите мидийски придобивки върви по Ефрат в участъка, където реката тече на север от Каркемиш, след това на юг от град Харан и към планинската верига Джебел Синджар, пресича река Тигър на юг от град Ашур и през долината Дияла достига северозападните планински предели на Елам. По този начин същинска Асирия (триъгълника Ниневия-Арбела-Ашур) изглежда е включена в състава на мидийското царство.[4]

### В Африка

#### В Египет
- Фараон на Египет е Нехо II (610 – 595 г. пр.н.е.).[5]
- Претърпяното тежко поражение от вавилонците довежда до края на относително краткото четиригодишно египетско господство в Палестина и Финикия.[6]

## Починали
- Набополaсар, първият цар от халдейската династия на Вавилония